# 西丰县
西丰县是辽宁省铁岭市下辖的一个县。縣人民政府駐西丰镇红旗路27号。

## 行政区划
西丰县下辖12个镇、6个民族乡：
西丰镇、平岗镇、郜家店镇、凉泉镇、振兴镇、安民镇、天德镇、房木镇、柏榆镇、陶然镇、钓鱼镇、更刻镇、德兴满族乡、明德满族乡、成平满族乡、和隆满族乡、营厂满族乡和金星满族乡。

## 人口
根據第七次人口普查數據，截至2020年11月1日零時，西豐縣常住人口為225123人。

## 交通
- 西开高速、 集双高速、 303国道、 229国道、 103省道、 301省道过境。

## 特产
西丰鹿茸和西丰鹿鞭：中国地理标志产品。